# Nieuw-Nederland
Nieuw-Nederland (Engels: New Netherlands; Latijn: Nova Belgica of Novum Belgium), is de naam van het voormalige Nederlandse gebied tussen de 38e en 45e breedtegraad aan de oostkust van de huidige Verenigde Staten van Amerika. Het omvat nu de stad New York – vroeger Nieuw-Amsterdam geheten – en werd gesticht in 1625. Nieuw-Nederland als provincie werd gesticht in 1624 en opgeëist als het gebied tussen de 38e en 42e breedtegraad. Het is nu de regio met de staten: New York, New Jersey en Delaware.

## Naam

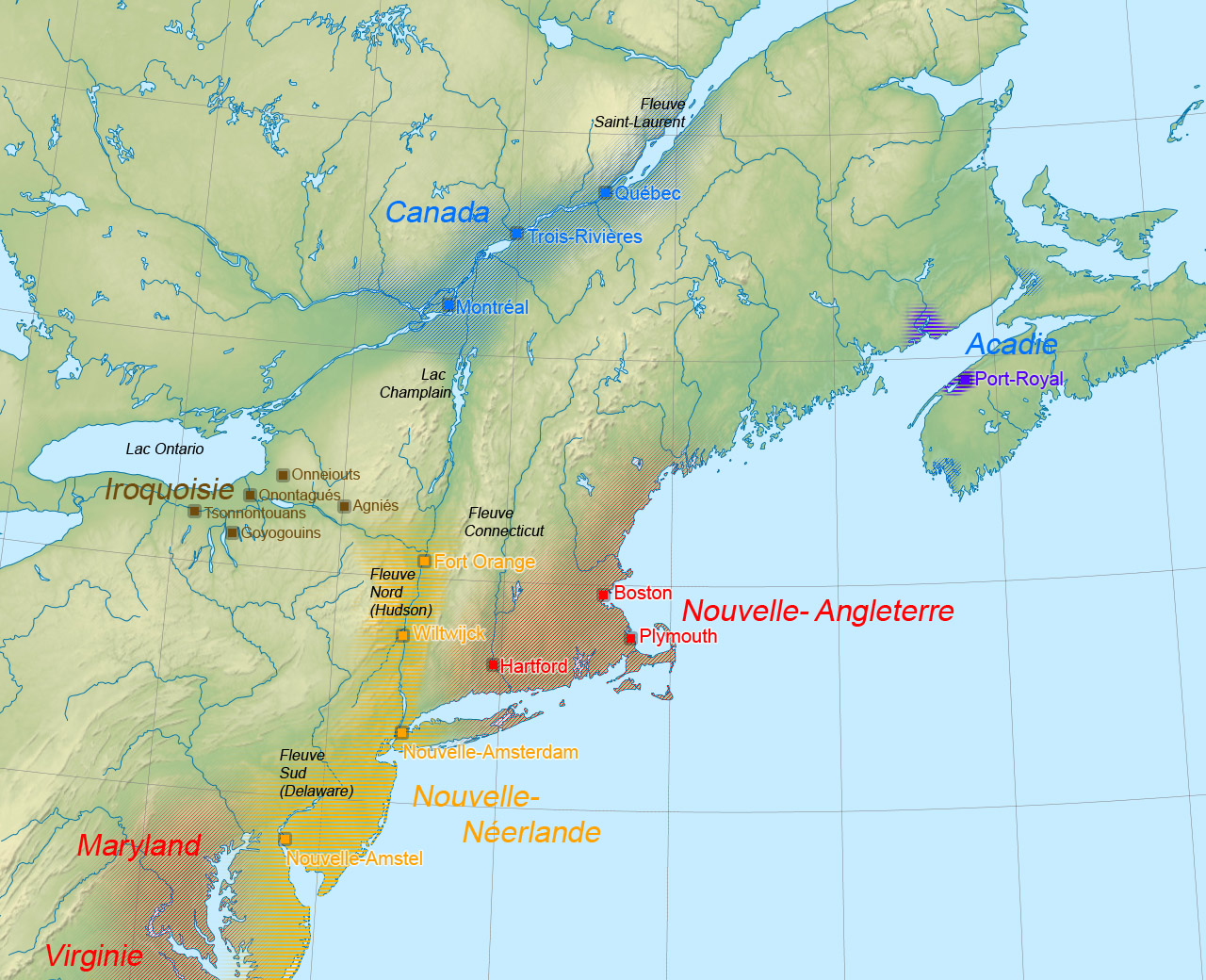
Politieke situatie van Noord-Amerika in 1664

De Latijnse naam van Nieuw-Nederland als overzeese provincie is afgeleid van de Latijnse naam voor "de Nederlanden", Belgium of Belgica. De Republiek der Zeven Verenigde Nederlanden werd in het Latijn Belgium foederatum ('Verenigde Nederlanden') genoemd en de Zuidelijke Nederlanden die onder Spaans gezag bleven Belgium Regium ('Koninklijke Nederlanden').

## Ligging
Nieuw-Amsterdam, de hoofdstad van Nieuw-Nederland, bevond zich op de zuidelijke punt van het huidige stadsdeel Manhattan in New York. Langs de Hudson werden nog wat nederzettingen en forten opgericht. Bij de noordpunt van het eiland Manhattan werd later het plaatsje Haerlem gesticht. Dit is waar nu Harlem ligt, een wijk van de borough Manhattan.

## Bevolking
De eerste kolonisten van Nieuw-Nederland waren Nederduits-gereformeerden (Nederlandstalig) en Waals-gereformeerden (Franstalig), die afkomstig waren uit de Noordelijke en de Zuidelijke Nederlanden. De kolonisten uit de Zuidelijke Nederlanden waren veelal gevlucht voor de Spaanse Inquisitie. De Waals-gereformeerde Peter Minuit was de derde gouverneur van Nieuw-Nederland en degene die Manhattan 'kocht'. De officiële taal was het Nederduits, een historische verwant van het Nederlands.
Deze eerste kolonisten, die het gebied van de lokale Esopus-indanen overnamen, stichtten er boerderijen, waar ze met slaven woonden om het land te bewerken.

## Geschiedenis

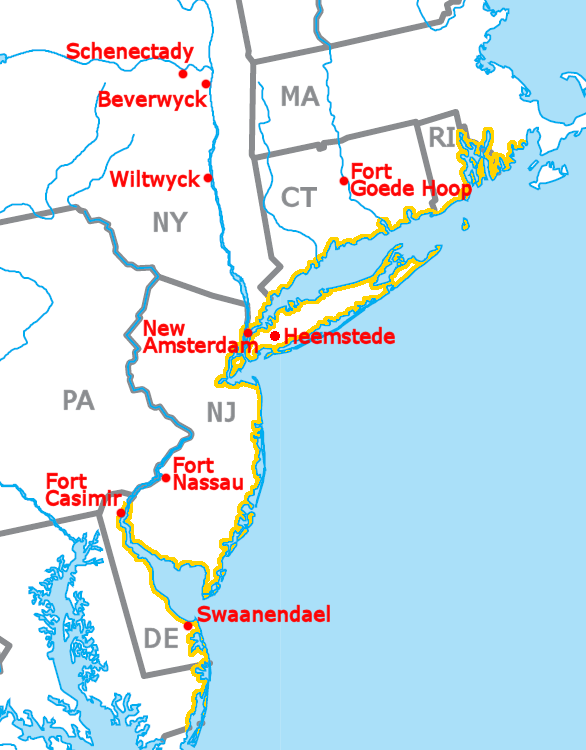
De door de WIC opgeëiste kustlijn, en de belangrijkste plaatsen.

In 1609 ging het Verenigde Oost-Indische Compagnieschip Halve Maen met als schipper de Engelsman Henry Hudson op een ontdekkingsexpeditie. Het was het begin van het Twaalfjarig Bestand. Het officieel gestelde doel was het vinden van een passage via het noordoosten naar Oost-Azië, waarvan Willem Barentsz al eerder had bewezen dat ze niet mogelijk was. De Halve Maen was niet uitgerust om langs de kust van Noorwegen en over de noordpool naar China te varen want men was al zeker dat dit traject door ijs was geblokkeerd. Hudsons persoonlijke doel was naar het westen te varen om de kust van Noord-Amerika te verkennen in de verwachting een doorgang te vinden naar de Grote Oceaan. De VOC-expeditie vond een grote baai en voer de rivier op die we nu kennen als de Hudson, toen de Noordrivier genoemd. Hij bereikte de plek waar nu Albany ligt.

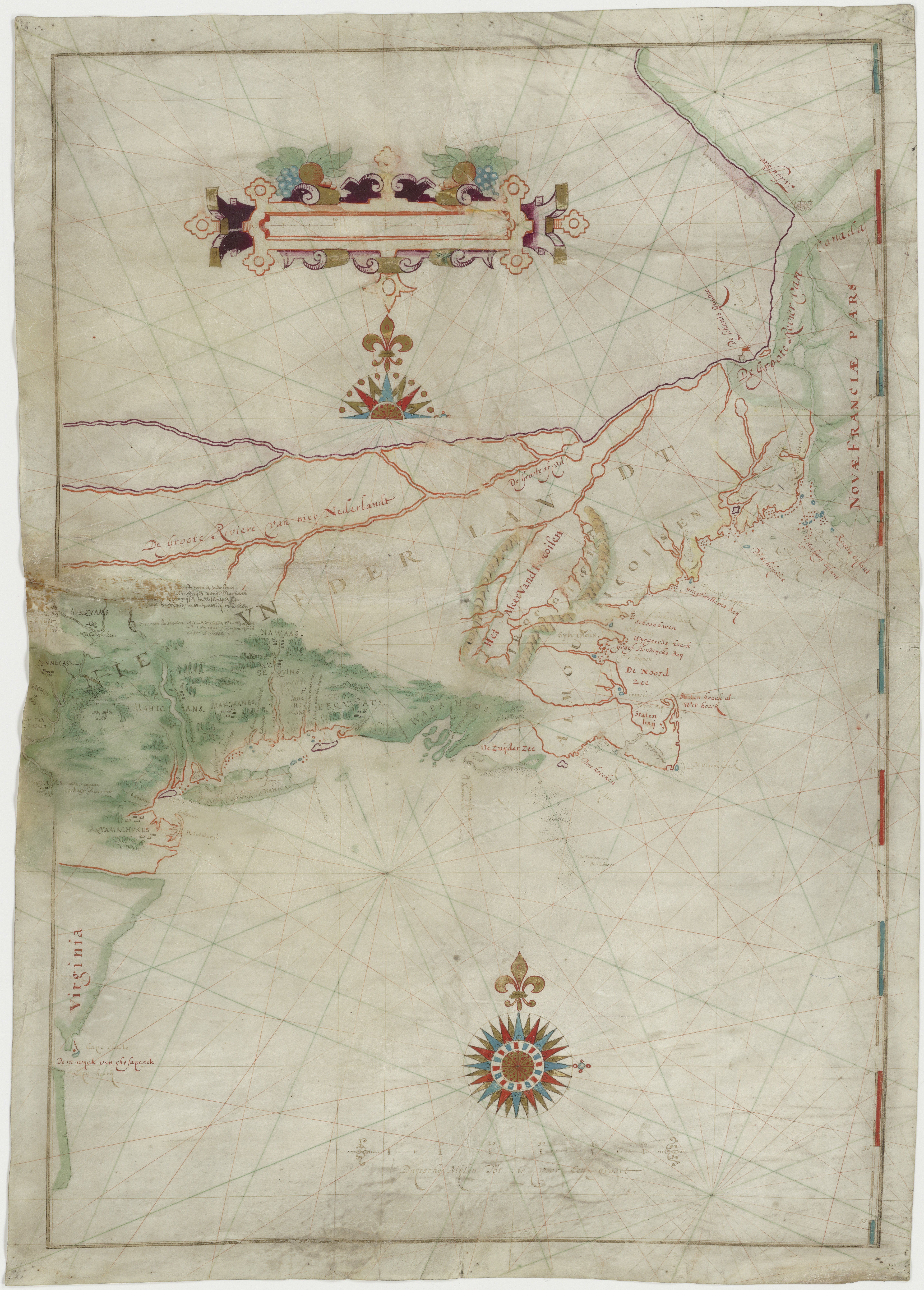
Adriaen Block (1567-1627). De kaart van Adriaen Block van 1614 met Long Island getekend als een eiland. Dit is ook de eerste kaart waar de naam "Nieuw-Nederland" op voorkomt.

Met de Lenape en Mahican-indianen die hij tegenkwam, deed hij aan ruilhandel op kleine schaal. Hij ruilde kralen en metalen voorwerpen voor beverhuiden. Bonthandel, en met name die rond de Oostzee en in Rusland, was een lucratieve handel in deze Kleine IJstijd, met zeer koude winters vanaf het einde van de zestiende eeuw. Het vooruitzicht om deze nieuwe bron te exploiteren zette een groep Nederlandse particuliere kooplieden er in 1610 toe aan om nog een expeditie te zenden en de rivier die Hudson had ontdekt verder te onderzoeken. In de jaren erna zouden nog vele reizen volgen onder bevel van de kapiteins Hendrick Christiaensz, Adriaen Block en Cornelis May, naar wie Kaap May in het zuidoostelijke puntje van de staat New Jersey is vernoemd.
Adriaen Block zeilde op zijn vierde reis in 1613 op zijn schip de "Tijger" naar de rivier de Hudson. Terwijl hij voor anker lag werd zijn schip door brand verwoest, waardoor Block en zijn bemanning waren gedwongen om de winter aan land door te brengen. Zij bouwden een nieuw schip, de "Onrust" genaamd, waarmee zij in de lente van 1614 de Oostrivier en Long Island verkenden. Daarna zeilden ze terug naar Europa. Jan Rodrigues, een mulat van Santo Domingo van Portugese en Afrikaanse afkomst, was in mei 1613 achtergelaten. Het was de bedoeling dat hij voor Adriaen Block handelsbetrekkingen op zou zetten met de plaatselijke Indianen, tot Block weer terugkwam op zijn volgende reis in december 1614.
De landkaart die Adriaen Block maakte na de reis van 1613 tot 1614, was de eerste kaart die de naam “Nieuw-Nederland” gebruikte voor het gebied tussen de Franse Koloniën in het oosten van het huidige Canada, en de Engelse kolonie Virginia. Block was ook de eerste die Long Island als een eiland afbeeldde.
Oorspronkelijk werd het gebied tussen de 38 en 45 graden noorderbreedte aangeduid als Nieuw-Nederland (zo aangewezen met Adriaen Blocks kaart van 1614), en verschillende handelsmaatschappijen uit Amsterdam stichtten handelsposten om te handelen met de indianen. In 1614 werd Fort Nassau gesticht, vlak bij het huidige Albany, maar het werd verlaten in 1618. In 1621 werd de West-Indische Compagnie gevormd met een monopolie op de handel. In 1624 werd Fort Oranje gesticht vlak bij het oude Fort Nassau. De forten die landinwaarts werden gesticht waren vooral handelsposten voor de bonthandel, toen factorijen genaamd.
De meeste forten werden gesticht in het gebied van de Algonquian sprekende Indianen, met name de Lenape, die in de eerste jaren de voornaamste leveranciers waren van huiden aan de factorijen. Toen rond de helft van de 17e eeuw de bever vrijwel verdwenen was in de valleien van de lager gelegen rivieren, was de West-Indische Compagnie in toenemende mate afhankelijk van de Indianen in de binnenlanden, zoals de Iroquois.
De eerste aankoop van land van de Indianen was het eiland Manhattan door Peter Minuit. Het Nederlandse beleid was gericht op een formele aankoop van al het land waar ze zich gevestigd hadden, ondanks het feit dat de Indianen het wettelijk eigendom van land niet kenden. Dit leidde ook tot verschillende misverstanden. Bijvoorbeeld: de mensen van wie Pierre Minuit Manhattan kocht, woonden niet op het eiland en dachten waarschijnlijk dat ze een aandeel in de jachtrechten verkochten.
Nieuw-Nederland was in de eerste plaats een handelsnederzetting, maar zowel voor het verkrijgen van proviand als om de Nederlandse aanspraak op het gebied kracht bij te zetten, was een beperkte vorm van kolonisatie noodzakelijk. De eerste kolonisten kwamen in 1624 aan op Noten Eylant, nu Governors Island. Het waren dertig voornamelijk Waalse families en zij vestigden zich later op Manhattan en in het gebied rond de huidige rivier de Delaware, toen de Zuidrivier genoemd.

### Patroonschap Rensselaerswijck

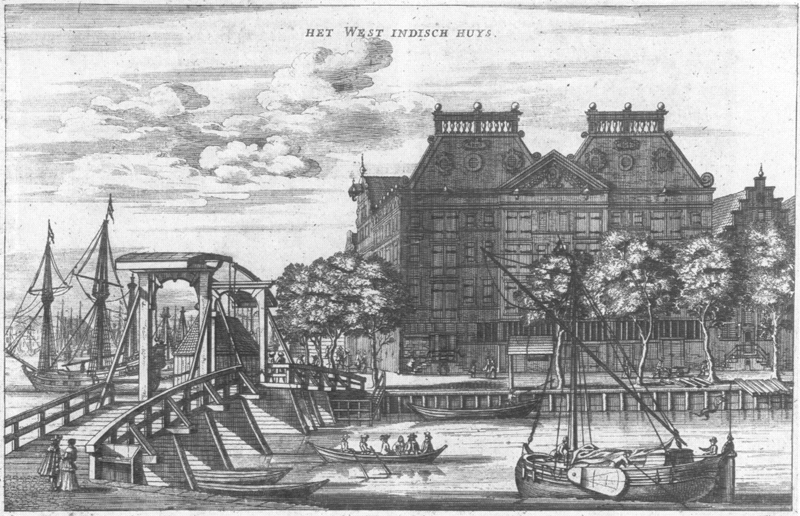
Het huis van de WIC in Amsterdam, 1655

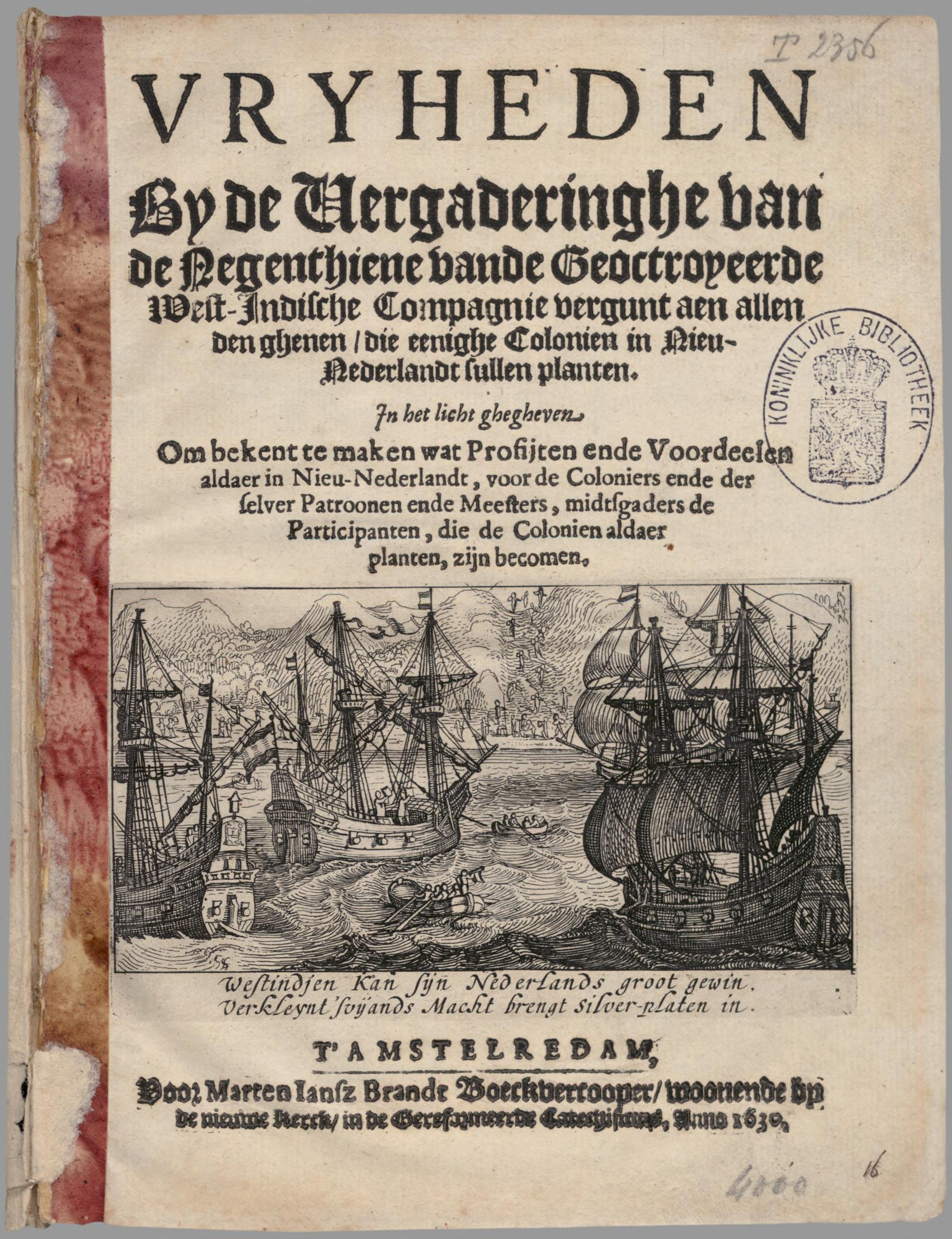
In 1629 stelde de West-Indische Compagnie de "Vrijheden en Exemptiën" vast, die een nieuwe vorm van kolonisatie introduceerde - patroonschap (een subkolonie)

In 1629 stelde de WIC de "Vrijheden en Exemptiën" vast. Deze bevatten de basisregels voor het stichten van een zogenaamd patroonschap in Nieuw-Nederland. Kiliaen van Rensselaer, een Amsterdamse diamanthandelaar die belangstelling had voor landontginning en bovendien een van de bestuurders van de West-Indische Compagnie, was de directe aanleiding voor deze resolutie. Van Rensselaer was een hartstochtelijk pleitbezorger van het koloniseren van Nieuw-Nederland door middel van privé-plantages, of geprivilegieerde grootgrondbezittingen. Zijn eigen kolonie was bekend onder de naam Rensselaerswijck.
Nadat in 1626 Europeanen een Indiaanse familie hadden gedood, vervolgens Indianen hadden overvallen, en in 1641 een Wecquaesgeek-Indiaan als wraak een kolonist in Nieuw-Amsterdam vermoordt, voert gouverneur van Nieuw-Nederland Willem Kieft, tegen het advies van een raad van twaalf prominenten, van 1643-1645 de buitengewoon bloedige Oorlog van Kieft tegen de Wecquaesgeeks, een stam van de Wappinger-Indianen. In totaal worden in die drie jaar 1600 Indianen gedood, waaronder vrouwen en kinderen.
In 1652 richtte Petrus Stuyvesant, directeur-generaal van de kolonie sinds 1647, per decreet de stad Beverwijck op, nabij Fort Oranje, in een poging de invloed van Rensselaerswijck in te perken. Tegenwoordig (sinds 1797) is deze stad de hoofdstad van de staat New York, bekend onder de naam Albany. De beverhandel die nog steeds in dat gebied floreerde was de economische motor achter het succes van de stad. In korte tijd ontstond er een gemeenschap met zaagmolens, steenbakkerijen en tegelbakkerijen die nodig waren voor het ontwikkelen van de stad. De stad had een eigen rechtbank (schepenbank) die op dezelfde manier functioneerde als die in Nieuw-Amsterdam en Nederland. In 1664 was deze stad de tweede van de kolonie met ongeveer duizend inwoners.

### Bloei van de kolonie en verovering van Nieuw-Zweden

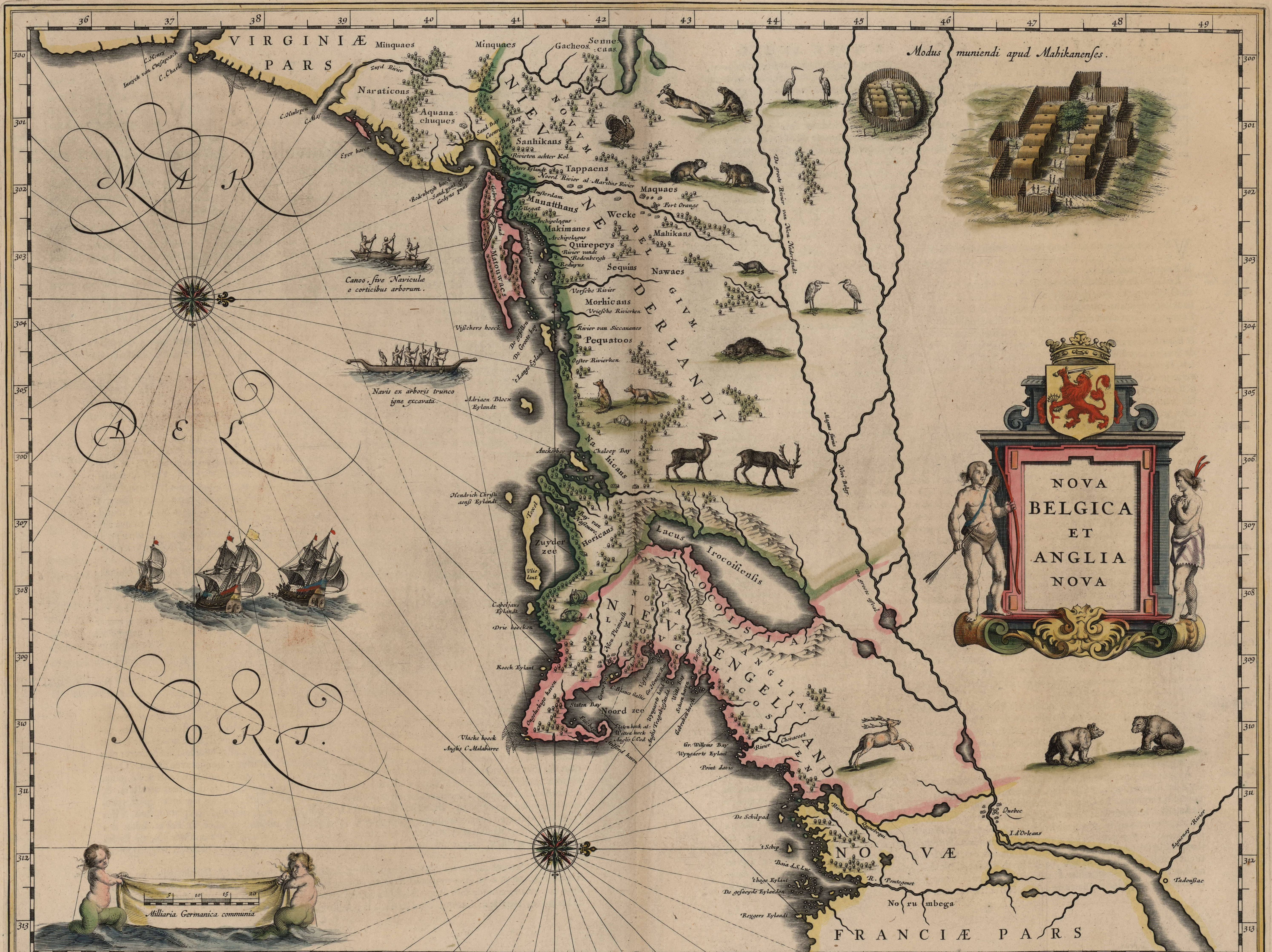
Willem Blaeu (1571-1638), Nova Belgica et Anglia Nova, 1635. Rechts ligt het noorden.

Na 1653 ging het stukken beter met de provincie. In deze tijden van voorspoed kreeg Stuyvesant tijd de kolonie Nieuw-Zweden te heroveren, die de gekrenkte Pierre Minuit in naam van de Zweedse koning in 1638 aan de Zuidrivier (de Delaware) had gesticht. De directe aanleiding was de verovering van het in 1651 gestichte Fort Casimir door de Zweden op 30 mei 1654, die het Fort Trefaltighet noemden. Stuyvesant antwoordde door de kolonie te veroveren in september 1655. Nieuw-Amsterdam werd tijdens de afwezigheid van Stuyvesant aangevallen door indianen. Waarschijnlijk kwam Adriaen van der Donck hierbij om het leven.
Het succes van Stuyvesant met de herovering van Nieuw-Zweden bracht de kolonie in het vaderland in een nog positiever licht, waarop het stadsbestuur van Amsterdam besloot er een stad te stichten in de kolonie. Driehonderd Amsterdammers tekenden in voor emigratie. De nieuwe nederzetting kreeg de naam Nieuw-Amstel en werd gesticht bij Fort Casimir aan de zuidrivier. Na de verovering van Nieuw Nederland door de Engelsen in 1664 kreeg de nederzetting de naam New Castle, gelegen in de staat Delaware.

## Introductie van slavernij
Op beperkte schaal werd in de kolonie gebruik gemaakt van slavenarbeid. Dat begon al in 1627, toen een kaapvaarder van de Zeeuwse kamer van de WIC een Portugese vloot overviel. De kapers namen 22 mannen mee met als enig doel de vijand schade te berokkenen. Ze deden de mannen over aan het jacht Bruinvis van de Amsterdamse kamer, dat hen in augustus 1627 maar naar Nieuw-Nederland bracht. Een deel kwam terecht in Nieuw-Amsterdam als huisbediende, een ander deel in het buitengebied als knecht op de boerderijen daar. Later kwamen nog enkele scheepsladingen: de Gideon bracht in augustus 1664, juist voor de komst van de Britten, 291 in het huidige Angola gekochte mannen aan land.

### Oorlog met de Engelsen en de 'ruil' met Suriname in 1674

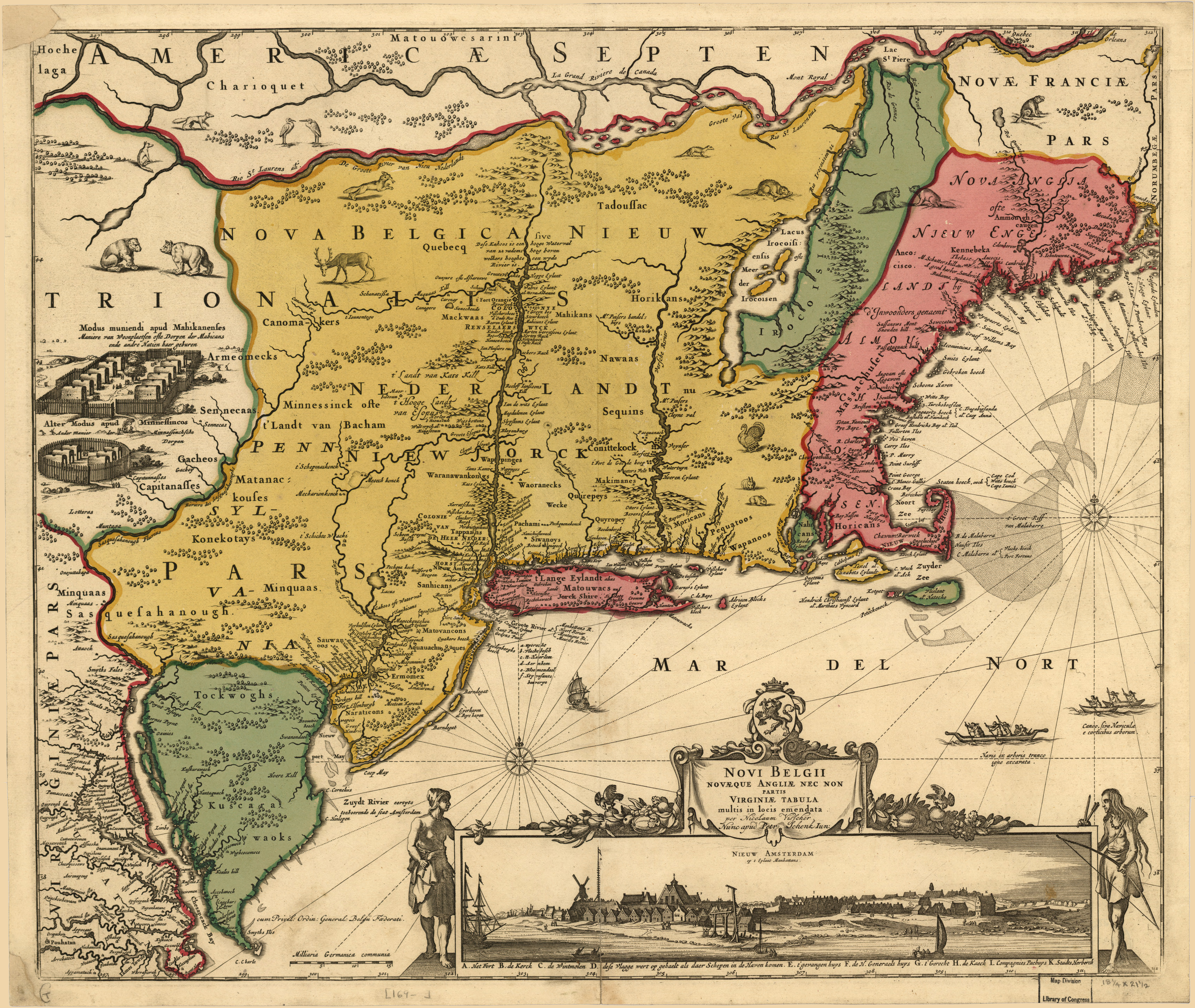
Nicolaes Visscher I (1618–1679), Novi Belgii Novæque Angliæ, 1656.

Een jaar voor de Tweede Engels-Nederlandse Oorlog in 1664, voer een Engelse vloot de haven binnen en nam de provincie in. Als reactie hierop veroverde admiraal Abraham Crijnssen in 1667 Brits Guyana, het huidige Suriname en Guyana. In datzelfde jaar werd bij de Vrede van Breda overeengekomen dat veroveringen na juli 1667 teruggedraaid moeten worden. Engeland mocht voorlopig Nieuw-Nederland behouden en Nederland voorlopig Suriname. Een definitieve regeling werd echter op de lange baan geschoven; de vrede was dus een handhaving van de status quo. Er was dus geen sprake van uitruil van Suriname en Nieuw Amsterdam.
De vrede was van korte duur, in 1672, ook wel het Rampjaar genoemd, begon de Derde Engels-Nederlandse Oorlog, als onderdeel van de Hollandse Oorlog. Jacob Benckes (ook wel Binckes) en Cornelis Evertsen de Jongste wisten in augustus 1673, onder de admiraliteiten van Holland van Zeeland, Nieuw-Nederland eenvoudig te heroveren. Zij herdoopten het oude Nieuw-Amsterdam (New York) tot Nieuw-Oranje, Fort Amsterdam (Fort James) tot Fort Willem Hendrik en Beverwijck (Albany) tot Willemstadt (vanwege de machtsovername door stadhouder Willem III van Oranje-Nassau).
Bij het ondertekenen van de Vrede van Westminster op 19 februari 1674 werd onder andere definitief afgesproken dat Nieuw-Nederland van de Engelsen werd en St Eustatius, Tobago en Suriname van Nederland. Zij noemden het New York, naar de Hertog van York.
De oorlog met Frankrijk ging echter door en commandant Jurriaen Aernoutsz, onder bevel van de gouverneur van Curaçao, veroverde Acadië wat onder andere bestond uit New Brunswick en Nova Scotia op de Fransen. Hij noemde het gebied Nieuw-Holland. In 1675 ging het gebied weer verloren maar de Republiek gaf pas in 1678 de aanspraak op het gebied op.
In 1688 werd Willem III van Oranje door de Glorious Revolution koning van Engeland, Schotland en Ierland. Hiermee eindigde de rivaliteit tussen Engeland en Nederland.

## Nederzettingen
Hieronder volgt een lijst van nederzettingen en steden in voormalig Nieuw-Nederland, gesorteerd op gebied en datum van stichting. De stichtingsdatum van nederzettingen en steden geeft de datum van officiële landtoekenning door de directeur-generaal aan, hoewel de dorpen meestal enige tijd voor de toekenning al bewoond werden. De nederzettingen en steden zijn te zien als gemeenten; in deze gemeenten kunnen zich ook gehuchten bevinden. Als er sprake is van later toegekend lokaal bestuur is dat waar bekend vermeld.

### In het 21e-eeuwse New York en omgeving
De meeste nederzettingen in voormalig Nieuw-Nederland zijn in de 21e eeuw onderdeel van de stad New York of de agglomeratie daarvan:

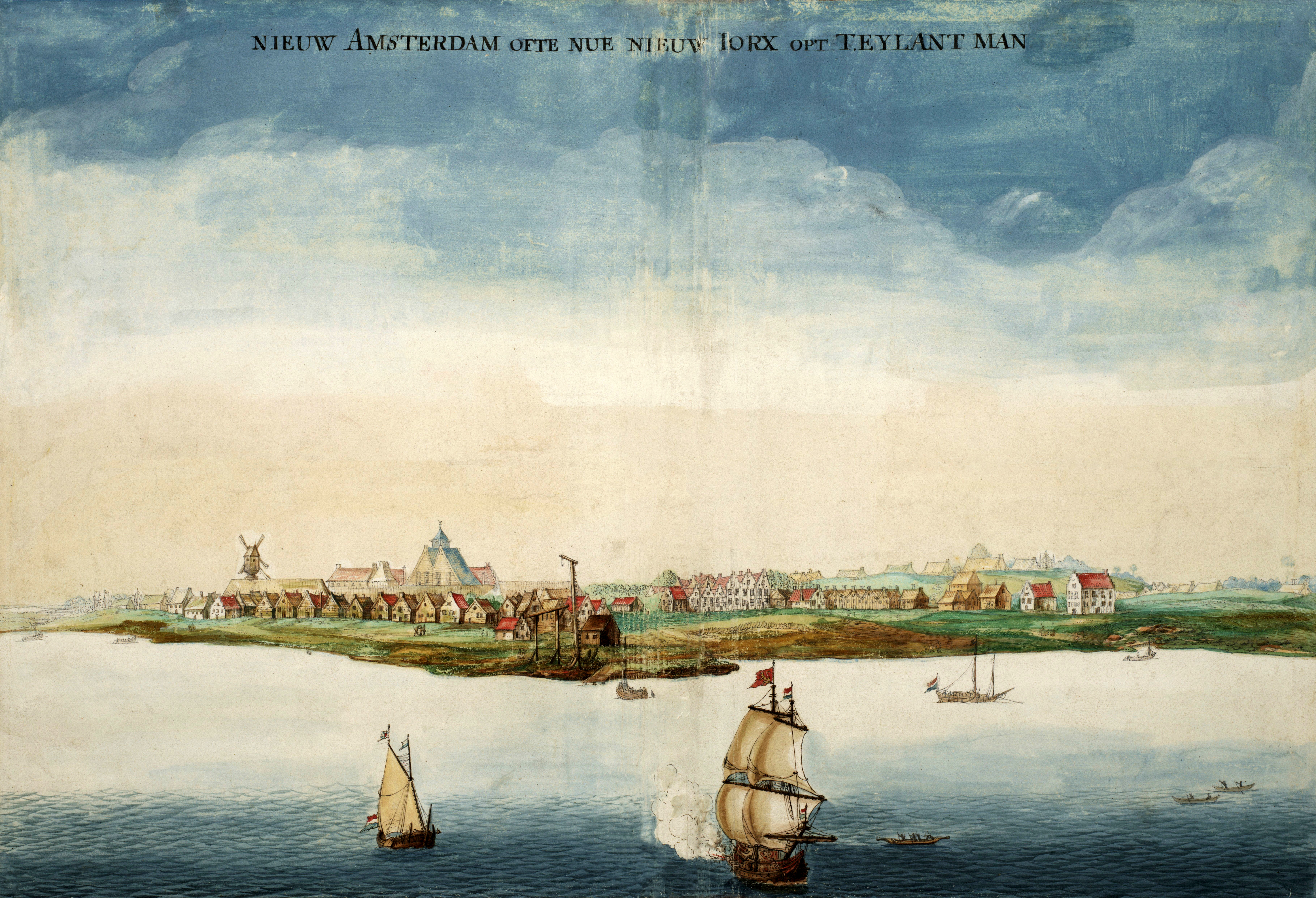
Johannes Vingboons (1616-1670), Gezicht op Nieuw Amsterdam, 1664

#### OpManhattan
- Nieuw-Amsterdam, of, zoals men het destijds noemde, "Amsterdam in Nieuw-Nederland", ontstaat in 1625 als hoofdstad van de kolonie. De nederzetting kreeg op 2 februari 1653 een eigen bestuur met beperkte juridische en bestuurlijke bevoegdheden die in de jaren daarop langzaam uitgebreid werden. De stad telde ten tijde van de overname door de Engelsen zo'n 2500 inwoners.
- Nieuw-Haarlem. De nederzetting kreeg een lokale rechtbank in 1660. Het dorp groeide uit tot de wijk Harlem.
- Noortwijck, ook wel bekend als Greenwijck (van de houtsoort grenen), werd vanaf 1629 bewoond. De nederzetting begon als tabaksplantage van directeur Wouter van Twiller. Het staat hedendaags bekend als Greenwich Village.
- Stuyvesants bouwerij was een gebied ten noorden van Nieuw-Amsterdam dat sinds lange tijd door de WIC was gereserveerd voor de directeur-generaal van de kolonie. Voorgangers deden niet veel met de grond, maar Stuyvesant, die een gezin had, vestigde zich er. Hij bouwde een boerderij, een herenhuis en een kapel en kocht land zodat zijn plantage een gebied van ruim een vierkante kilometer besloeg. De bouwerij (oud-Nederlands voor boerderij) groeide snel uit tot een nederzetting. Op de plaats waar Stuyvesant een kapel had gebouwd staat sinds 1795 de kerk St. Mark's Church in-the-Bowery. Stuyvesant zelf ligt begraven in deze kerk. De nederzetting is de naamgever aan de beroemde straat Bowery in New York.

#### InThe Bronx
- Jonas Broncks bouwerij, de bouwerij of plantage van Jonas Bronck werd in 1639 gebouwd en is de naamgever van het hedendaagse The Bronx.

#### InYonkers
- Colen Donck, ook wel Het Jonkers Land genoemd. Het gebied besloeg 24 hectare (97 km²) noordelijk van The Bronx, en was aan Adriaen van der Donck gegeven door directeur Willem Kieft in juli 1645 als dank voor zijn medewerking bij de vredesonderhandelingen met lokale indianen. Tijdens zijn verblijf in Nederland verwierf hij bij de Staten-Generaal het erfschap voor zijn kolonie, waardoor zijn nakomelingen het land zouden beërven. Mede hierdoor werd hij lokaal gezien als jonkheer of jonker, wat de naam gaf aan de huidige stad Yonkers.

#### InQueens
Ondanks de Nederlandse namen (die waren opgelegd door de gouverneurs van Nieuw-Nederland) werden de nederzettingen in het hedendaagse Queens voornamelijk bewoond door Engelsen die om diverse redenen (religieus, justitieel of anderszins) New England (Nieuw-Engeland) waren ontvlucht:
- Heemstede, gesticht in 1644. De nederzetting staat in de 21e eeuw bekend als Hempstead.
- Vlissingen, gesticht in 1645. De nederzetting staat in de 21e eeuw bekend als Flushing.
- Middelburgh, gesticht in 1652. De nederzetting staat in de 21e eeuw bekend als Newtown.
- Rustdorp, gesticht in 1656. De nederzetting staat in de 21e eeuw bekend als Jamaica.

#### InBrooklyn
De nederzettingen in hedendaags Brooklyn waren voornamelijk Nederlands, met uitzondering van 's Gravesande, dat door Engelse anabaptisten werd gesticht:
- 's-Gravesande, gesticht op 19 december 1645 door Engelse anabaptisten die in het eigen New England (Nieuw-Engeland) vervolgd werden. De stad werd gesticht onder leiding van Deborah Moody met Nederlandse toestemming. De nederzetting is tegenwoordig[(sinds) wanneer?] bekend als Gravesend.
- Breuckelen, gesticht in 1646 onder directeur Willem Kieft. Kieft stond zelfbestuur onder leiding van een college van twee schepenen toe. Petrus Stuyvesant breidde in 1654 dit college uit naar vier schepenen. Het stadje groeide uit tot de hoofdplaats van de vijf Nederlandse dorpen in Brooklyn, met het bestuur voor de dorpen die geen eigen bestuur hadden, en een schout voor alle vijf de dorpen. Breuckelen is de naamgever aan de borough Brooklyn van New York. Het originele Brooklyn staat tegenwoordig[(sinds) wanneer?] bekend als Brooklyn Heights.
- Nieuw-Amersfoort, gesticht in 1647, kreeg in 1654 rechten voor zelfbestuur. De nederzetting staat tegenwoordig[(sinds) wanneer?] bekend als Flatlands.
- Midwout, gesticht in 1652. In 1654 kreeg het een eigen rechtbank, en in hetzelfde jaar werd in opdracht van Stuyvesant in Midwout een kerk gebouwd om de mensen in Breuckelen, Nieuw-Amersfoort en Midwout op zondag de lange reis naar Nieuw-Amsterdam te besparen. De nederzetting staat tegenwoordig[(sinds) wanneer?] bekend als Flatbush.
- Nieuw-Utrecht, als buurtschap gesticht in 1657 door Jacques Cortelyou, de opvolger van Cornelis van Werckhoven die in 1655 overleed.[7] De nederzetting van tien à twintig huizen kreeg in 1661 rechten voor lokaal zelfbestuur. Het stadsgebied staat tegenwoordig[(sinds) wanneer?] bekend als New Utrecht.
- Boswijck, gesticht met rechten voor lokaal zelfbestuur in 1661. De nederzetting staat tegenwoordig[(sinds) wanneer?] bekend als Bushwick.

### In het patroonschapRensselaerswijck
- Beverwijck, gesticht in 1647 door Brant van Slichtenhorst in zijn kolonie Rensselaerswijck. In 1652 nam de West-Indische Compagnie de controle over de stad over waarna het de tweede stad van Nieuw-Nederland werd na Nieuw-Amsterdam. Op het moment van overname door de Engelsen had de stad ongeveer duizend inwoners. De stad staat tegenwoordig[(sinds) wanneer?] bekend als Albany.
- Wiltwijck, in 1652 gevormd door 60 bewoners van Beverwijck, die het Esopus noemden naar de Esopuskreek die vlak daarbij stroomde. De nederzetting werd door Stuyvesant versterkt met een beschermingswal in 1657, waarbij hij de nederzetting hernoemde naar Wiltwijck. De nederzetting groeide in de laatste jaren voor de Engelse overname uit tot de op drie na grootste in de kolonie. De nederzetting staat tegenwoordig[(sinds) wanneer?] bekend als Kingston.

### In voormaligNieuw-Zweden
- Swaanendael werd nog voor de Zweedse bezetting gesticht in 1631. De bevolking werd echter in 1632 volledig uitgeroeid door de lokale indianen, waarna de Nederlanders zich er niet meer durfden te begeven. Later is een stad genaamd Lewes gesticht op deze plek.
- Nieuw-Amstel bij Fort Casimir, dat in 1651 werd opgericht door de Nederlanders om de Zweden uit Nieuw-Zweden weg te bannen. De nederzetting werd na de verovering van Nieuw-Zweden door Petrus Stuyvesant opgericht om de positie in dat deel van Nieuw-Nederland te versterken. De nederzetting staat tegenwoordig[(sinds) wanneer?] bekend als New Castle.
- Altena bij Fort Christina, dat in 1638 als eerste nederzetting door Peter Minuit in naam van de Zweden was opgericht en waarbij een nederzetting was ontstaan die Christinaham werd genoemd. De Nederlanders noemden het na de overname Altena. Altena staat tegenwoordig[(sinds) wanneer?] bekend als Wilmington.

## Invloeden van Nieuw-Nederland op de VS

### Personen
- Sommige Nederlanders van Nieuw-Nederland integreerden met succes in de Engelse koloniën van de Oostkust. Enkele belangrijke Amerikaanse families met hun wortels in de vroegere Nederlandse kolonie voeren nog steeds met trots hun, van origine Nederlandse, familienaam, zoals 'Roosevelt', 'Van Buren', 'Vanderbilt' (eigenlijk 'Aertsen van de Bilt') en 'Staats'.
- Enkele van de eerste Nederlandse kolonisten waren moslims, te weten Anthony en Abraham Janse van Haerlem-Salee. Zij waren de zonen van Jan Janse van Haerlem-Salee, een beruchte piraat die rond de Middellandse Zee opereerde en zich wegens de Moorse Margarita bekeerd had tot de islam.[bron?]

Door het slechte gedrag van Anthony's vrouw werd Anthony gedwongen Manhattan te verlaten en zo werd hij de eerste kolonist van Brooklyn. Coney Island heeft zijn naam pas gekregen in de 19e eeuw; daarvoor heette het Turk's Island. Turk was de verwijzing naar Salee die ook wel "The Terrible Turk" of Mulat werd genoemd.
Anthony is altijd moslim gebleven, een nakomeling vond in 1886 zijn Koran en een familielid, Catherine Gulick, vertelde dat die al generaties in de familie was en afkomstig van een vroege emigrant uit de familie, genaamd de Turk; de familie was geschokt dat binnen een streng christelijke familie, hun Nederlandse voorvader Moslim was, de Koran werd door Richard M. Johnson uit Kingston, New Jersey voor $ 100 aan een verzamelaar uit Philadelphia verkocht.

### Leenwoorden en plaatsnamen
- Het tegenwoordige[(sinds) wanneer?] Amerikaans-Engels kent een aantal Nederlandse leenwoorden, zoals Yankee, dat van de Nederlandse naam "Jan-Kees" zou zijn afgeleid.
- Verschillende plaatsnamen in de stad New York herinneren nog aan de Nederlandse aanwezigheid. Zo zijn er de wijken Harlem (van Haarlem), Brooklyn (van Breukelen) en Flushing (van Vlissingen), het Staten Island (verwijzend naar de Nederlandse Staten-Generaal) en Coney Island (konijneneiland). De Amerikaanse stad Hoboken in de staat New Jersey verwijst naar het huidige district Hoboken van de stad Antwerpen. Ook verschillende straatnamen, zoals Bridgestreet (toen brugstraat genoemd, want aan het einde liep een brug over een gracht), Broadway (Breede Wegh), Wall street (toen de Walstraat, hier liep de vestingmuur die Nieuw-Amsterdam moest beschermen tegen de Indianen en de Engelsen), Bowery Lane (genoemd naar de bouwerijen, zoals een boerderij toen genoemd werd, die er stonden) etc. Ook de Gowanus-baai bijvoorbeeld, ten westen van Brooklyn, komt van Owanus, de Latijnse vertaling van Ohain, een dorp in Waals-Brabant. En ook de vlag van de stad New York, blauw, wit en oranje naar de kleuren van de Prinsenvlag van de Republiek der Nederlanden, met in het embleem het jaartal waarin de stad gesticht is, namelijk 1625, is een herinnering aan de Nederlandse historie in het gebied.
- Op Nederlandse kaarten van rond 1650 is de naam "t Lange Eylandt" te vinden. Later wordt het eiland dat tegenwoordig bekend staat als Long Island, door de Engelse vernoemd naar de Nederlandse Stadhouder en Engelse Koning Willem III van Oranje, "Nassau Island" het huidige Long Island bestaat voor een derde uit de New Yorkse wijken Brooklyn en Queens en de aangrenzende county, Nassau County met Hempstead als de grootste van de drie voornaamste plaatsen van de county.
- Het "Pennsylvania Dutch", een Duits dialect dat gesproken wordt door een krimpende verzameling groepen in Pennsylvania moet niet worden verward met een overblijfsel uit de Nederlandse tijd. Het gaat hier om mensen die zich na de bezetting van Nieuw-Nederland door de Engelsen, in het gebied hebben gevestigd. De term "Dutch" is hier dan ook een verbastering van de term Deutsch. Anderzijds zou het om een archaïsch gebruik van het Engelse woord "Dutch" gaan, hetgeen in de 18e eeuw ook de Duitsers kon aanduiden.

### Santa Claus
- Een andere belangrijke bijdrage van de Nederlanders van Nieuw-Nederland aan de Amerikaanse cultuur is Santa Claus, een verbastering van Sinterklaas. Aanvankelijk vierden alleen de Nederlanders Sinterklaas. In de loop van de tijd namen ook andere kolonisten dit kinderfeest over maar verschoven het naar Kerstmis.

### Streken met veel Nederlandse immigranten
- Door de 19e-eeuwse immigratie zijn er in Michigan maar vooral rondom Pella, Iowa, grote concentraties Nederlandse emigranten terug te vinden, waarvan velen nog steeds Nederlands en Fries spreken. Voor de Amerikanen zijn de Nederlandse vestigingen een toeristische attractie.

### Landhuizen
- In de staat New Jersey zijn nog vele Hollandse landhuizen uit de 17e eeuw te vinden, vele van deze huizen zijn weer in hun oorspronkelijke staat teruggebracht.